# 49 Orionis
49 Orionis (d Orionis) é uma estrela na direção da Orion. Possui uma ascensão reta de 05h 38m 53.09s e uma declinação de −07° 12′ 45.8″. Sua magnitude aparente é igual a 4.77. Considerando sua distância de 153 anos-luz em relação à Terra, sua magnitude absoluta é igual a −4.00. Pertence à classe espectral A4V.